# Josef Richert
Josef Gabriel Richert, född 4 april 1828, död 9 augusti 1895 i Gotha, Tyskland, var en svensk ingenjör och ämbetsman. Josef Richert var son till juristen och politikern Johan Gabriel Richert och far till professorn  Johan Gustaf Richert.
Richert blev 1852 löjtnant vid Väg- och vattenbyggnadskåren, 1887 överste och chef för denna kår samt därjämte överdirektör och chef för Väg- och vattenbyggnadsstyrelsen och tog avsked 1893. Han var en synnerligen skicklig vattenbyggnadsingenjör och blev ledamot av Vetenskaps- och vitterhetssamhället i Göteborg 1860 och av Lantbruksakademien 1890.